# Nellie, la bella modista
Nellie, la bella modista (Nellie, the Beautiful Cloak Model) è un film muto del 1924 diretto da Emmett J. Flynn. Tratto dal lavoro teatrale di Owen Davis, il film - prodotto dalla Goldwyn Pictures Corporation - uscì in sala il 16 aprile 1924.

## Trama
Robert Horton è sovraccarico di lavoro, così pensa di convincere un suo amico, Thomas Lipton, a sostituirlo per un anno. Thomas deve prendersi cura anche di Allyn, la bambina di 5 anni, figlia della signora Horton che la affida a Thomas quando decide di partire per le vacanze. Robert, di ritorno, ha una discussione con Thomas e cerca di sparargli. Questi fugge via e nella fuga, porta con sé la piccola Allyn. La bambina cresce vicino a Lipton che l'ha allevata sotto il nome di Nellie. Ormai cresciuta, Nellie trova un lavoro come modella, aiutata dall'amica Polly Joy. Il negozio in cui trova lavoro, è gestito da un cugino di sua madre, Walter Peck, che erediterà tutto il patrimonio della signora Horton se la figlioletta perduta non verrà ritrovata. Quando Walter scopre che la ragazza che lavora per lui è proprio la figlia scomparsa di sua cugina, la rapisce e ingaggia due teppisti che la legano ai binari della ferrovia. Nel frattempo, Horton muore. Un treno è in arrivo, diretto verso i binari dove si trova Nellie. Sopra, si trovano anche la signora Horton e Polly. Per fortuna, la ragazza riesce a salvarsi e viene riconosciuta dalla madre. Tutto finisce felicemente. Una sorpresa finale è quella di scoprire che tutta la storia era una recita in teatro.

## Produzione
Il film fu prodotto dalla Goldwyn Pictures Corporation

## Distribuzione
Il film uscì nelle sale il 16 aprile 1924, distribuito dalla Goldwyn Pictures Corporation

### Data di uscita
IMDb
- USA	13 aprile 1924	 (New York City, New York)
- USA	16 aprile 1924
- Finlandia	22 novembre 1925

Alias
- Nellie, la bella modelo	Spagna